# Raufoss Mk 211
La munizione Raufoss Mk 211 è un calibro .50 (12.7×99 mm NATO) multiuso anti-materiale High-explosive incendiary/armor-piercing ammunition (alto esplosivo incendiario-perforante), proiettile prodotto dalla norvegese Nammo (Nordic Ammunition Group), con il nome di NM140 MP. È comunemente designata come multipurpose o Raufoss, derivante dalla casa madre Raufoss Ammunisjonsfabrikker di Raufoss, Norvegia. Il nome "Mk 211" deriva da "Mk 211 Mod 0" usato dalla U.S. Armed Force.
Il nome multipurpose deriva dalla capacità come proiettile perforante (penetratore in carburo di tungsteno), esplosivo, e incendiario, capace di penetrare blindati e corazzature. Può essere usato per colpire elicotteri, velivoli e blindati e in grado di incendiare il carburante dei jet. La Mk 211 ha lo stesso potere distruttivo di un 20mm su taluni obiettivi.
La Mk 211 è usata come .50 dai tiratori scelti con fucili come il Barrett M82 e altri .50 BMG. Viene usata anche nelle mitragliatrici pesanti come la M2 Browning. Diverse fabbriche USA producono il proiettile su licenza della NAMMO AS. Esiste anche la variante tracciante, MK300, usata con Browning.

## Disegno
Il concetto di ''multipurpose'' sviluppato da Raufoss è unico in quanto al posto di una spoletta, vi è una detonazione pirotecnica per l'innesco.